# Lillias Hamilton
Lillias Hamilton, född 1858, död 1925, var en brittisk läkare och författare. 
Hon var personlig hovläkare till emiren av Afghanistan 1894–1896. Hon tvingades fly från Afghanistan då hennes roll där ifrågasattes. Hon är känd för de fotografier hon tog och den fiktiva skildring hon skrev om sin tid vid det afghanska hovet. 